# Preußens Gloria

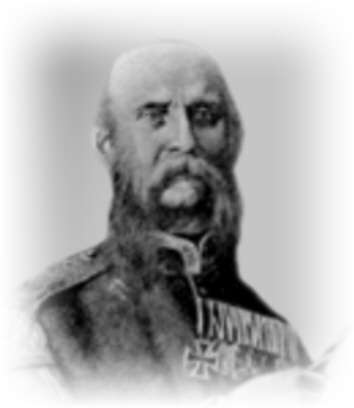
Johann Gottfried Piefke, autor Preußens Gloria

Preußens Gloria (Armeemarsch II, 143 (Armeemarsch II, 240) oraz Heeresmarsch II, 98) jest jednym z najsłynniejszych niemieckich marszów XIX wieku. Jego kompozytorem jest Johann Gottfried Piefke (1817–1884) z 8 Przybocznego Pułku Grenadierów (1 Brandenburskiego) we Frankfurcie nad Odrą.

## Historia
Marsz Preußens Gloria powstał w 1871 roku po zwycięstwie Prus i ich sprzymierzeńców nad Francją podczas wojny francusko-pruskiej, która doprowadziła do powstania Cesarstwa Niemieckiego. Jego pierwsze wykonanie odbyło się podczas defilady zwycięskich wojsk we Frankfurcie nad Odrą. Choć Piefke skomponował go specjalnie na tę okazję, marsz ten pozostawał przez długi czas szerzej nieznany. Dopiero w 1909 roku na manuskrypt tego zapomnianego dzieła natrafił prof. Theodor Grawert i postanowił je opracować. Niedługo później marsz został włączony do pruskiego Zbioru Marszów Armii.
Dziś Preußens Gloria jest jednym z najpopularniejszych marszów niemieckiego wojska, granym często podczas uroczystości oraz wizyt gości z zagranicy. Znajduje się jednak również w repertuarach wielu zagranicznych orkiestr wojskowych, zwłaszcza armii chilijskiej. W Niemczech zyskuje on popularność między innymi z powodu grania go przez amatorskie orkiestry dęte, jak przykładowo podczas popularnego festynu strzeleckiego w Westfalii.
Po raz pierwszy pojawił się w druku w roku 1898, a w 1911 stał się marszem armii. Admirał książę Albert Wilhelm Heinrich von Preußen zgadzał się na jego wykonywanie tak często, że często traktowany jest jako marsz marynarki.
5 października 1939 przy dźwiękach marszu „Preußens Gloria” oddziały niemieckie brały udział w paradzie zwycięstwa na Alejach Ujazdowskich w Warszawie.